# NGC 7004
NGC 7004 este o galaxie spirală situată în constelația Indianul. A fost descoperită în 2 octombrie 1834 de către John Herschel. Se află la o distanță de 101,86 megaparseci de Pământ.